# Rubus platycephalus
Rubus platycephalus es una especie de planta del género Rubus, perteneciente a la familia Rosaceae.

## Taxonomía
Rubus platycephalus fue descrita por Wilhelm Olbers Focke en 1877.

## Distribución
Se encuentra en el territorio de Alemania.